# Melissa Hortman
Melissa Hortman (Fridley, 27 maggio 1970 – Brooklyn Park, 14 giugno 2025) è stata una politica statunitense, membro del Partito Democratico-Contadino-Laburista del Minnesota.

## Biografia

### Carriera politica
Venne candidata nel 2004 e dunque eletta nel 2005 alla Camera dei rappresentanti del Minnesota. Nel 2019 venne scelta come speaker insieme alla repubblicana Lisa Demuth.

### Assassinio
La deputata venne uccisa da un uomo per ragioni politiche assieme al marito nella sua casa il 14 giugno 2025. L'assassino era travestito da poliziotto. L'evento fu traumatico ed ebbe un forte impatto mediatico per via delle proteste negli Stati Uniti contro la politica anti-immigrazione di Trump.
Nella stessa circostanza, il senatore statale John Hoffman e sua moglie vennero feriti da un sospettato per ragioni politiche non chiare.
Il 16 giugno 2025 venne arrestato il presunto omicida, che secondo le indagini aveva una lista con circa 70 nomi di possibili vittime, tutte accomunate dal sostegno al diritto all'aborto.